# Озеряни (станція)
Озеря́ни — вузлова проміжна залізнична станція Рівненської дирекції Львівської залізниці на залізничній лінії Здолбунів — Красне між станціями Здолбунів (20 км) та Дубно (22 км).
Розташована поблизу села Озеряни Дубнівського району Рівненської області.
Від станції відгалужується гілка до вантажної станції Мізоч.

## Історія
Лінію Здолбунів — Радзивилів (Радивилів) було відкрито 15 (27) серпня 1873 року. Ця залізниця мала особливе значення: вона сполучала Російську імперію з Австро-Угорщиною.
Тоді ж на лінії було відкрито станцію Озеряни, яка до початку XX століття не мала значного значення, однак тоді ж було відкрито гілку до цукрового заводу у Мізочі.

## Сучасний стан
У жовтні 2018 року «Укрзалізниця» вийшла з пропозицією закрити станцію Озеряни через невеликий обсяг роботи — кількість відвантажених вагонів не покриває затрати на обслуговування станції.
На станції Озеряни зупиняються приміські електропотяги до станцій Дубно, Здолбунів, Красне та Львів.